# Чувство и чувствительность (будущий фильм)
«Чувства и чувствительность» или «Разум и чувства» (англ. Sense and Sensibility) — предстоящий фильм, экранизация одноимённого романа Джейн Остин. Главные роли исполнили Дейзи Эдгар-Джонс и Эсме Крид-Майлз. Режиссёром фильма стала Джорджия Окли, сценарий написан Дианой Рид.

## Сюжет
История двух сестёр — Элленор и Марианны Дэшвуд, чьи характеры олицетворяют два противоположных подхода к жизни: разум и чувства соответственно.
Сюжет разворачивается вокруг финансовых трудностей семьи Дэшвуд, начавшихся после смерти отца, который оставляет большую часть имущества своему сыну от предыдущего брака, оставляя дочерей и жену практически нищими. Семья вынуждена переехать в небольшой домик в Девоне.
Здесь сёстры сталкиваются с разными испытаниями любви и предательства. Старшая сестра Элленор сдержанная и рассудительная, её чувство долга превалирует над эмоциями. Она влюбляется в Эдварда Феррарса, однако обстоятельства препятствуют развитию отношений между ними. Тем временем младшая сестра Марианна страстна и эмоциональна, она увлекается харизматичным молодым человеком Джоном Уиллоби, который вскоре разочаровывает её своим легкомысленным поведением.
Параллельно развивается история полковника Брэндона, мужчины зрелого возраста, испытывающего глубокие чувства к Марианне, несмотря на разницу в возрасте. Хотя сначала Марианна отвергает его ухаживания, позже она осознаёт ценность искренности и верности, проявленных полковником.

## В ролях
- Дейзи Эдгар-Джонс — Элленор Дэшвуд
- Эсме Крид-Майлз — Марианна Дэшвуд
- Джордж Маккей — Эдвард Феррарс
- Катрина Балф — миссис Дэшвуд
- Фиона Шоу — миссис Дженнингс
- Фрэнк Диллейн — Джон Уиллоби
- Херберт Нордром — полковник Брэндон
- Боди Рэй Брейтнах — Маргарет Дэшвуд

## Производство
В июне 2025 года было объявлено, что фильм-адаптацию первого романа Джейн Остин «Разум и чувства» (1811) поставит Джорджия Окли для кинокомпании Working Title Films и студии Focus Features, сценаристом выступает Диана Рид. Продюсерами проекта стали Тим Бевэн и Эрик Фелнер из Working Title, Индия Флинт и Джо Уоллетт. Главные роли исполнят Дейзи Эдгар-Джонс и Эсме Крид-Майлз. В июле 2025 года к актёрскому составу присоединились Катрина Балф, Фиона Шоу, Фрэнк Дилэйн и Джордж Маккей. Основные съёмки начались в Великобритании в тот же месяц.